# Colección Botánica de la ciudad de Munich
La Colección Botánica de la ciudad de Múnich (en alemán Botanische Staatssammlung München) es un gran herbario y centro de investigación científica administrado por la Staatliche Naturwissenschaftliche Sammlungen Bayerns, y localizado en Menzinger Straße 67, München-Múnich, Baviera, Alemania. La biblioteca está abierta al público; las colecciones científicas se encuentran disponibles para los investigadores previa solicitud.
El rey Maximiliano I de Baviera, estableció la institución en 1813 con la intención de mantener el herbario real, en el que fueron incluyéndose colecciones importantes de la universidad de Múnich y del botánico Johann Christian Daniel von Schreber, discípulo de Carl von Linné. En 1817, Maximiliano envió al botánico Carl Friedrich Philipp von Martius en una expedición de tres años a Brasil, y a su vuelta lo designó como el curador del herbario. La "colección Martius" de plantas vasculares de Suramérica se encuentra entre las mayores del mundo con unos 25.000 a 30.000 especímenes que representan 7.300 especies.
Actualmente el herbario contiene cerca de 3 millones de especímenes secos de plantas y hongos, por lo que se estima que pueden reflejar cerca del 25% de las especies de plantas conocidas del mundo. Sus colecciones más importantes están enfocadas en la flora de Baviera y de los Alpes, y de plantas vasculares de Brasil, Chile, Asia central, y diversas regiones de África, así como las de liquenes y hongos. A fecha de 2009, los tamaños de la colección estaban aproximadamente como sigue: plantas vasculares (1.800.000 especímenes); briofita s (350.000 especímenes); hongos (350.000 especímenes); liquenes (300.000 especímenes); y algas (150.000 especímenes). El herbario crece a un índice medio de 16.000 especímenes por año. 
El centro enfoca sus investigaciones en la exploración y el estudio de las plantas florecientes, así como los hongos, liquenes, y algas, de Europa, Asia suroriental y Suramérica. También ofrece los servicios del asesoramiento y de identificación experta para ciertos tipos de plantas y de hongos.